# بخش مرکزی شهرستان دهلران
بخش مرکزی، یکی از بخش‌های شهرستان دهلران در استان ایلام ایران است. مرکز این بخش، شهر دهلران است.

## تقسیمات کشوری
- بخش مرکزی شهرستان دهلران
  - دهستان اناران

شهر: دهلران

## جمعیت
بر پایه سرشماری عمومی نفوس و مسکن در سال ۱۳۹۵، جمعیت بخش مرکزی شهرستان دهلران برابر با ۳۸٬۳۰۴ نفر بوده‌است.